# طفل من بالغ أصم
طفل البالغين الصم، المعروف غالبًا بالاختصار CODA، هو شخص نشأ على يد والدين أو أوصياء قانونيين صم. يُولد نحو تسعين بالمائة من الأطفال لآباء صم وهم سامعون، مما أدى إلى نشوء مجتمع كبير ومنتشر من أبناء البالغين الصم حول العالم. وتجدر الإشارة إلى أن كون الطفل سامعًا أو أصمًا أو ضعيف السمع لا يؤثر في تعريفه كـCODA. كما يُستخدم مصطلح KODA (طفل بالغين صم دون سن 18 عامًا) أحيانًا للإشارة إلى هذه الفئة الأصغر سنًا.
صاغت ميلي براذر المصطلح، وهي التي أسست أيضًا منظمة CODA، والتي تعمل كمورد ومركز مجتمعي لأطفال البالغين الصم كلغة شفهية ولغة إشارة، وثنائية الثقافة، وتتعرف على كل من ثقافات الصم والسمع. غالبًا ما يتنقل الآباء والأمهات الصم عبر الحدود بين عالمي الصم والسامعين، ويعملون كحلقة وصل بين والديهم الصم وعالم السمع الذي يقيمون فيه.

## هوية كودا
لا يتطابق العديد من الأشخاص ذوي الإعاقة السمعية مع "عالم السمع" أو "عالم الصم". وبدلاً من ذلك، فإنهم ببساطة يعتبرون أنفسهم بمثابة جسر بين "العالمين" حيث يجدون أنفسهم في كثير من الأحيان في منتصف العالمين. في حين أن الأشخاص الذين يعانون من صعوبات السمع قد يجدون بعض أوجه التشابه بينهم وبين أقرانهم من ذوي السمع، إلا أنهم قد يجدون أيضًا أن نشأتهم داخل مجتمع الصم وثقافتهم تميزهم. غالبًا ما تكون CODAs مع زراعة القوقعة أكثر اختلاطًا بين هذين العالمين. يتواصلون مع عائلاتهم من خلال الإشارة، ولكنهم يتواصلون مع العالم السمعي من خلال الحديث.

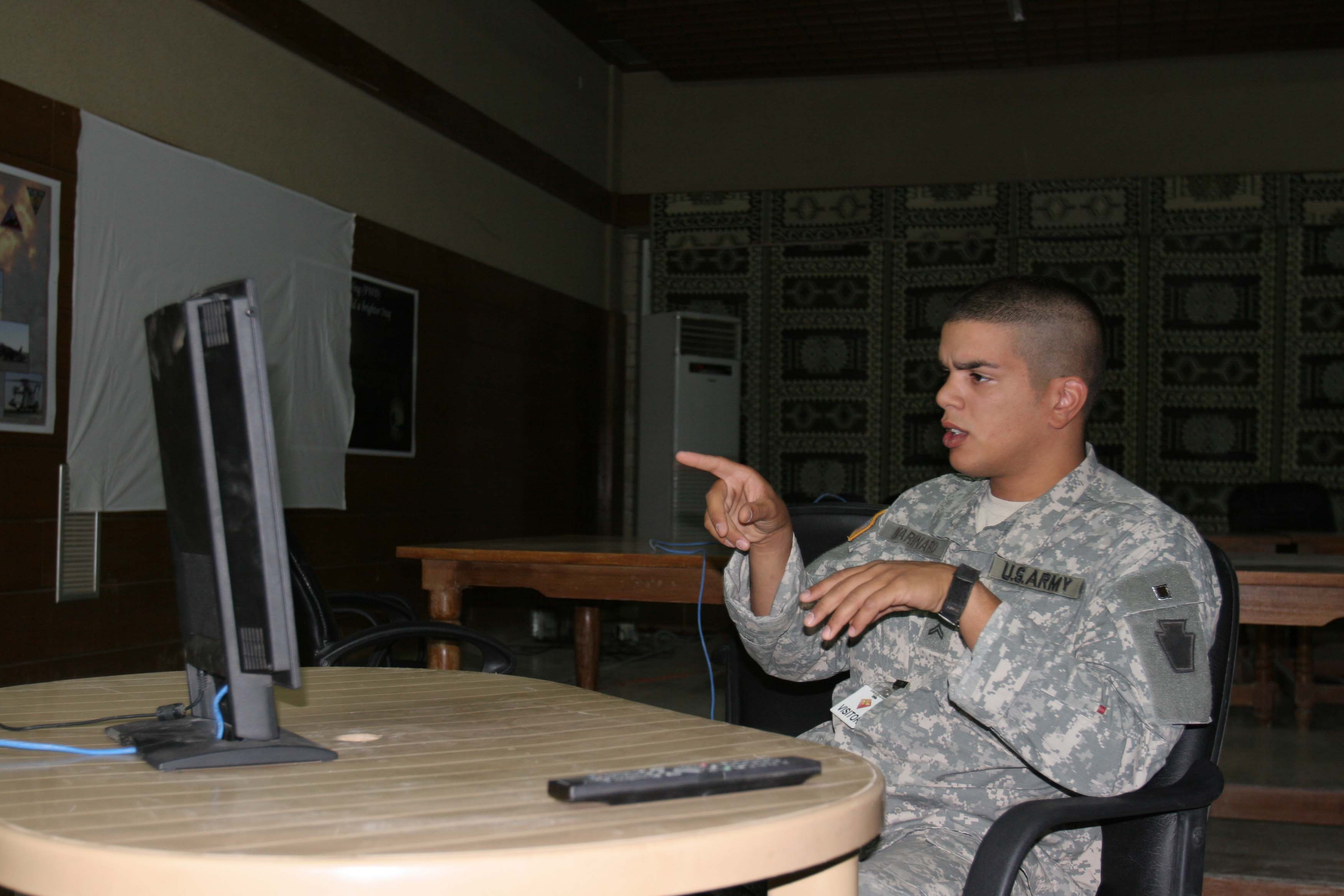
CODA يتواصل مع أولياء الأمور باستخدام تقنية الفيديو

## التحديات المحتملة التي تواجه أخصائيي السمع
إذا لم تُستخدم أي لغة منطوقة في المنزل، فقد يواجه الأطفال المصابون بمتلازمة داون تأخيرًا في اكتساب اللغة المنطوقة. يتعلم الأطفال اللغة المنطوقة عادةً بشكل طبيعي عند تعرضهم لمجتمع السمع في سن مبكرة، سواء عبر أفراد الأسرة أو في المدرسة
إن التحديات التي تواجه أطفال الصم البالغين تشبه تلك التي يواجهها العديد من أطفال المهاجرين من الجيل الثاني. وكما أن العديد من الآباء المهاجرين من الجيل الأول غالباً ما يجدون صعوبة في التواصل باللغة الأكثر شيوعاً (المنطوقة)، ويعتمدون على الطلاقة الأكبر التي يتمتع بها أطفالهم ثنائيو اللغة، فإن الآباء الصم قد يعتمدون أيضاً على أطفال يسمعون ويتحدثون لغتين بطلاقة فعلياً. يمكن أن تؤدي هذه الديناميكية إلى دفع الأطفال الذين يعانون من اضطراب طيف التوحد إلى العمل كمترجمين لوالديهم، وهو ما قد يكون مشكلة بشكل خاص عندما يُطلب من الطفل الذي يعاني من اضطراب طيف التوحد تفسير رسائل غير مناسبة معرفيًا أو عاطفيًا لعمره. على سبيل المثال، قد يُطلب من طفل في سن المدرسة أن يشرح تشخيص حالة طبية خطيرة لوالده الأصم.
بالإضافة إلى ذلك، غالبا ما يتعرض أفراد أسر ضحايا العنف الأسري للتحيز ضد عائلاتهم. إن العزلة قد تحرم الطفل من المهارات الاجتماعية الطبيعية. قد يفترض الكثير من الناس أن العائلة بأكملها صماء لأنهم جميعًا قادرون على الإشارة والتواصل بهذه الطريقة. قد يقوم المارة بالإدلاء بتعليقات سلبية حول مجتمع الصم في حضور تلك الأسرة، دون أن يدركوا أن الطفل يستطيع السمع. قد لا يفهم الآباء الصم بشكل كافٍ أنه في حين يمكن للشخص الأصم أن ينظر بعيدًا أو يغلق عينيه، فإن الشخص الذي يسمع لا يمكنه اختيار تجاهل الكلمات الجارحة بسهولة. قد يحتفظ أعضاء CODAs في كثير من الأحيان بالتعليقات الجارحة لأنفسهم مما يضيف ثقلاً إضافيًا إلى الظروف الصعبة بالفعل.
يمكن أن تؤدي حالة السمع المتضاربة أيضًا إلى حدوث مشكلات عملية. يختلف الأشخاص الصم والسامعون في أنماط الانتباه البصري، حيث ينشغل الأشخاص الصم بسهولة أكبر بالحركة في الرؤية الطرفية. غالبًا ما يستخدم الآباء الصم مثل هذه الحركة بشكل غريزي لجذب انتباه أطفالهم، مما قد يؤدي إلى صعوبات في الانخراط في الاهتمام المشترك مع الأطفال الصغار الذين يسمعون. إن حساسية الوالدين لإشارات الطفل تعمل على تعديل هذا التأثير، حيث يصبح الآباء شديدو الحساسية أكثر قدرة على التكيف مع اختلافات الطفل عنهم.

## منظمات الدعم
أسست ميلي براذر منظمة CODA (أطفال الصم البالغين) في عام 1983 كمنظمة غير ربحية للأطفال السامعين من الآباء الصم. انعقد مؤتمرها السنوي الأول في عام 1986 في فريمونت، كاليفورنيا. وقد نمت المؤتمرات واكتسبت مكانة دولية، حيث يأتي الحضور من جميع أنحاء العالم. يهدف مشروع CODA إلى زيادة الوعي حول التجارب والقضايا الفريدة المتعلقة بالنمو بين هاتين الثقافتين. إنه يوفر منتدى لـ CODAs لمناقشة المشاكل والخبرات المشتركة مع CODAs الأخرى.
وبغض النظر عن اللغة المنطوقة واللغة الإشارية المستخدمة، تعتقد CODA أن مثل هذه المشاعر والتجارب التي تنبع من العلاقة الثنائية بين الثقافتين المتباينتين يشعر بها جميع أفراد CODA على مستوى العالم. توفر CODA فرصًا تعليمية، وتشجع على المساعدة الذاتية، وتنظم جهود المناصرة، وتعمل كمورد لـ CODAs الذين نشأوا في بيئات التوقيع وغير التوقيع.
هناك مجموعات دعم للآباء الصم الذين قد يشعرون بالقلق بشأن تربية أطفالهم الصم، فضلاً عن مجموعات دعم للآباء الصم البالغين. توفر إحدى المنظمات، KODAheart موارد تعليمية وترفيهية للآباء الصم والأطفال الذين يسمعون من خلال موقع ويب تعليمي ومعسكرات منبثقة. أُنشئت العديد من المعسكرات لـ KODAs:
- معسكر مارك سيفين، الذي تم أُنشئ كأول معسكر كودا في عام 1998. لديهم برنامجين لمدة أسبوعين للمخيمين من سن 9 إلى 16 عامًا.
- معسكر جريزلي، الذي يستضيف برنامجًا لمدة أسبوع للأطفال والمراهقين من ذوي الاحتياجات الخاصة
- KODAWest، وهو معسكر لمدة أسبوع في جنوب كاليفورنيا يقام سنويًا في الصيف للمخيمين من سن 8 إلى 15 عامًا، والمستشارين المتدربين (CIT) من سن 16 إلى 17 عامًا، والمستشارين من سن 18 عامًا وما فوق.
- KODA MidWest، الذي يقام في ولاية ويسكونسن ويضم عدة جلسات تتراوح أعمارها بين 7 إلى 16 عامًا، والمستشارين المتدربين (CIT) في سن 17 عامًا، والمستشارين الذين تتراوح أعمارهم بين 18 عامًا وأكبر. يقدم هذا المخيم ثلاث دورات في الصيف مع تنوع كبير في أعمار المخيمين وغالبًا ما يكون مسجلاً بالكامل في كل دورة.[7]

## CODAs البارزة
- فرانشيسكو أنطونيولي، حارس مرمى سابق لروما وميلان
- تشارلي باب، لاعب كرة قدم أمريكي محترف لفريق ميامي دولفينز (1972–1979)[8]
- ألكسندر جراهام بيل، الذي كانت والدته، إليزا جريس سيموندز بيل، تعاني من ضعف السمع، وزوجته، مابل هوبارد، أصبحت صماء في سن الخامسة.
- إليزابيث إنجليش بنسون، معلمة سمع، ومديرة، ومترجمة لرئيسين أمريكيين، نشأت على يد والدين أصمين.
- غريس بايرز، ممثلة كايمانية أمريكية
- لون تشاني، ممثل أمريكي نشأ على يد أبوين أصم [9]
- روزي كوبر، سياسية بريطانية، ناشطة من أجل الاعتراف بلغة الإشارة البريطانية
- كامبري كروز، راوية قصص كوميدية أمريكية ومؤلفة كتاب Burn Down the Ground الأكثر مبيعًا في صحيفة نيويورك تايمز والتي تدمج لغة الإشارة في العروض والتي كان أجدادها من جهة الأم أيضًا من الصم
- دينيس دوجارد، سياسي أمريكي وحاكم ولاية داكوتا الجنوبية (2011–19)
- لويز فليتشر، الممثلة الحائزة على جائزة الأوسكار الأمريكية عن فيلم One Flew Over the Cuckoo's Nest
- إدوارد مينر جالوديت، مؤسس جامعة جالوديت، ابن صوفيا فاولر جالوديت وتوماس هوبكنز جالوديت، مؤسس المدرسة الأمريكية للصم، أول مدرسة للصم في الولايات المتحدة
- روبرت جيبسون، مصارع محترف
- ريتشارد جريفيثس، ممثل إنجليزي
- موشيه كاشير، ممثل كوميدي وكاتب وممثل
- ريتشارد إي. لادنر، عالم كمبيوتر أمريكي اشتهر بمساهماته الواسعة في كل من علوم الكمبيوتر النظرية والحوسبة المتاحة
- ستيفان ليفورس، لاعب الوسط السابق لفريق كرة القدم الكندية لفريق وينيبيج بلو بومبرز والمذيع السابق لجامعته الأم، جامعة لويزفيل
- ليم أون كيونغ، ممثلة كورية جنوبية ( قيامة بائعة الكبريت الصغيرة، سلوك صفر / لا أخلاق )
- كوستيل بانتيليمون، حارس مرمى نوتنغهام فورست ومنتخب رومانيا لكرة القدم
- بول راسي، ممثل أمريكي معروف بفيلم Sound of Metal
- هومر ثورنبيري، ممثل الولايات المتحدة عن الدائرة الانتخابية العاشرة لولاية تكساس من عام 1948 إلى عام 1963
- جيم فيراروس، المتأهل إلى نهائيات أمريكان أيدول، الموسم الأول
- كيث وان، ممثل كوميدي بلغة الإشارة الأمريكية ومضيف برنامج إذاعي بلغة الإشارة الأمريكية
- أوزي فيسبلات (مواليد 2002)، لاعب هوكي الجليد الكندي في دوري الهوكي الوطني

### كودات خيالية
- جيل جريسوم من المسلسل التلفزيوني CSI: Crime Scene Investigation
- آبي سكيوتو من المسلسل التلفزيوني NCIS
- روزي من القصة القصيرة "الباب المغلق" من سلسلة "حكايات الأشباح للأطفال الغاشمين "
- باولا بيلييه من الفيلم الفرنسي La Famille Bélier لعام 2014
- روبي روسي من فيلم الدراما الكوميدية CODA لعام 2021، وهو مقتبس باللغة الإنجليزية من رواية La Famille Bélier
- ها أون غيول من المسلسل التلفزيوني البطيخ المتلألئ
- ستيفان جانيكي من مسلسل Babylon Berlin الألماني الذي عُرض على Netflix عام 2017
- يوك من المسلسل التلفزيوني التايلاندي لعام 2021 Not Me

## اختصارات ثقافة الصم ذات الصلة لتحديد أفراد الأسرة
- OHCODA - الطفل الوحيد الذي يسمع من البالغين الصم (الآباء الصم والأشقاء الصم)
- OCODA - الطفل الوحيد للبالغين الصم (لا يوجد أشقاء)
- كوكا كودا - طفل من شخص بالغ من ذوي الاحتياجات الخاصة وطفل من شخص بالغ أصم
- كودا - طفل أو بالغ أصم
- جودا - حفيد شخص بالغ أصم
- صودا - شقيق شخص بالغ أصم
- SpODA - زوج/زوجة شخص بالغ أصم

## المنشورات
- Paul Preston (1 سبتمبر 1995). Mother father deaf: living between sound and silence. Harvard University Press. ISBN:978-0-674-58748-9.
- Leah Hager Cohen (25 أبريل 1995). Train go sorry: inside a deaf world. Vintage. ISBN:978-0-679-76165-5.
- Kambri Crews (2012). Burn Down the Ground: A Memoir. Villard. ISBN:978-0-345-51602-2.
- Guido (2012). Adytum. مؤرشف من الأصل في 2025-01-25.

## روابط خارجية
- كودا الدولية - منظمة للأطفال الصم البالغين
- مقالة CODA – قضايا التواصل والتربية في الأسر التي لديها آباء صم وأطفال يسمعون.
- ثمن الاختفاء: الكوداس ومهنة ترجمة لغة الإشارة